# عمليات طعن تل أبيب 2016
في 8 مارس 2016، قتل رجل فلسطيني يبلغ 21 عاماً من مخيم قلقيلية للاجئين في الضفة الغربية السائح الأمريكي، وأحد قدامى محاربي الجيش الأمريكي، تايلور فورس وأصيب عشرة أشخاص آخرين في موجة من حوادث الطعن في ميناء يافا، تل أبيب، إسرائيل. قتل المهاجم برصاص الشرطة بعد مطاردة على طول كورنيش الشاطئ.

## ردود الفعل

### المحلية
- عَبر رئيس الوزراء الإسرائيلي بنيامين نتانياهو عن تعازيه على صفحته بفيس بوك. وكتب في منشوره «نيابة عن شعب إسرائيل، أبعث بأحر التعازي إلى عائلة وأصدقاء تايلور. لتكن ذكراه مباركة».[4]

### منظمات فلسطينية
- نشرت حركة فتح، التي ينتمي إليها الرئيس الفلسطيني محمود عباس، بياناً على الإنترنت أشادت فيه بالمنفذ واصفتاً إياه بالبطل و«الشهيد»، وأشارت إلى أن مثل هذه الهجمات ستستمر «طالما أن إسرائيل لا تؤمن بحل الدولتين، وإنهاء احتلالها.»[5]
- قالت حركة حماس في بيان: «إننا نشيد بالعمليات الشجاعة في تل أبيب (بتاح تكفا) والقدس ويافا. وهذا دليل على فشل جميع المؤامرات التي تهدف إلى القضاء على الانتفاضة، والتي سوف تستمر حتى تتحقق أهدافها.»[6]
- شاركت حركة الجهاد الإسلامي في فلسطين حماس في الترحيب بالعمليات، وقالت أن استمرار العمليات يرسل رسالة واضحة لأولئك الذين هم في موضع شك، لتثبت أن الانتفاضة مستمرة وتنمو لتصبح أكثر قوة.[6]

### الدولية
- الولايات المتحدة انتقد نائب الرئيس جو بايدن القادة الفلسطينيين لعدم إدانة الأخيرة في سلسلة من عمليات الطعن التي تستهدف الإسرائيليين. وقال بايدن أن «هذا نوع من العنف الذي شاهدناه أمس، والفشل في إدانة ذلك، والخطب التي تحرض على العنف، والانتقام الذي يولده، يجب أن يتوقف.»[5]